# Farvel-fok

a Farvel-fok és Grönland három másik külső pontjának elhelyezkedése

A Farvel-fok (grönlandi nyelven: Uummannarsuaq; angolul: Cape Farewell; dánul: Kap Farvel) Grönland legdélebbi részeként emlegetett terület. Az Eggers-szigeten (grönlandiul: Itivdleq) található, nagyjából Oslóval egy szélességi körön (59° 46′ 28″).
A fok körüli vizek a középkor óta veszélyesnek számítanak a gyakori viharok és a sodródó jégtáblák miatt.

## Földrajza
Eggers a Nunap-Isa-szigetek (avagy Farvel-foki szigetek) második legnagyobb tagja a IV. Keresztély-sziget (dánul: Christian IV Ø; grönlandiul: Sammisoq) után. Eggerstől délre található még pár kisebb névtelen sziklasziget. Közülük a legdélebbi 2,1 km-rel van délebbre a Farvel-foktól.
Magának Grönlandnak a legdélibb pontja valójában 45 km-rel a Farvel-foktól nyugat-északnyugatra található Narsarmijit (Frederiksdal) közelében van. A Nunap-Isa-szigetek és Gröndland között a Keresztély herceg-szoros (Prins Christian Sund) húzódik.
Grönland legdélebbi pontja a közeli szigeteket is figyelembe véve az északi szélesség 59° 44′ 48″ koordinátáján található. Grönland itteni déli csücskénél találkozik a Labrador-tenger és az Irminger-tenger. Tőle délre a nyílt Atlanti-óceán terül el.
A terület Kujalleq közigazgatási egység része. A VI. Frigyes király-part Grönland keleti felén a Farvel-foktól indul északi irányba és a Pikiulleq-öbölig (korábbi írásforma szerint Pikiutdleq-öbölig) tart.

## Története
A Farvel-fokot 1585-ben a Grönlandot újra felfedező brit John Davis hajózta körbe és ő adta neki a Cape Farewell nevet.
Az egyik legnagyobb grönlandi hajókatasztrófa 1959. január 30-án a Farvel-foknál következett be, mikor a dán grönlandi flotta elsüllyeszthetetlennek vélt zászlóshajója, a Hans Hedtoft első útja során jéghegynek ütközött és a fedélzetén tartózkodó 95 fő életét veszítette.
|  |

## Külső hivatkozások
- Börge Pflüger: Veränderungen der Eisverhältnisse an der Südspitze Grönlands von 1777 bis 2002 (PDF; 643 kB). In: G. Gönnert, B. Pflüger, J.-A. Bremer (Hrsg.): Von der Geoarchäologie über die Küstendynamik zum Küstenzonenmanagement (= Coastline Reports 9, 2007, ISBN 978-3-9811839-1-7), 149–162. o.
- Légifotók a Farvel-fok körzetéből Archiválva 2020. október 12-i dátummal a Wayback Machine-ben
- Brian Chadwick, Adam A. Garde, John Grocott, Ken J.W. McCaffrey, Mike A. Hamilton: Ketilidian structure and the rapakivi suite between Lindenow Fjord and Kap Farvel, South-East Greenland, Geology of Greenland Survey Bulletin 186, 50–59. o. (2000)

## Fordítás
- Ez a szócikk részben vagy egészben  a   Kap Farvel című német Wikipédia-szócikk ezen változatának fordításán alapul.  Az eredeti cikk szerkesztőit annak laptörténete sorolja fel. Ez a jelzés csupán a megfogalmazás eredetét és a szerzői jogokat jelzi, nem szolgál a cikkben szereplő információk forrásmegjelöléseként.
- Ez a szócikk részben vagy egészben  a   Cape Farewell, Greenland című angol Wikipédia-szócikk ezen változatának fordításán alapul.  Az eredeti cikk szerkesztőit annak laptörténete sorolja fel. Ez a jelzés csupán a megfogalmazás eredetét és a szerzői jogokat jelzi, nem szolgál a cikkben szereplő információk forrásmegjelöléseként.